# Paris (Teksas)
Paris je grad u američkoj saveznoj državi Teksas. Prema popisu stanovništva iz 2010. u njemu je živjelo 25.171 stanovnika.